# Doupský a Bažantka
Doupský a Bažantka je přírodní rezervace poblíž obce Doupě v okrese Jihlava v nadmořské výšce 593–598 metrů. Oblast spravuje Krajský úřad Kraje Vysočina. Důvodem ochrany jsou cenná rostlinná společenstva údolního a přechodového rašeliniště a stanoviště řady ohrožených druhů rostlin a živočichů, zachovalá vodní a mokřadní společenstva podhorského rybníka s výskytem kriticky ohroženého druhu stulíku malého (Nuphar pumila).